# كيفن سوليفان
كيفن سوليفان (بالإنجليزية: Kevin Rodney Sullivan)‏ (و. 1958 – م) هو مخرج سينمائي، وممثل، وكاتب سيناريو، من الولايات المتحدة الأمريكية، ولد في سان فرانسيسكو.

## وصلات خارجية
- كيفن سوليفان على موقع IMDb (الإنجليزية)
- كيفن سوليفان على موقع ألو سيني (الفرنسية)
- كيفن سوليفان على موقع أول موفي (الإنجليزية)
- كيفن سوليفان على موقع قاعدة بيانات الأفلام السويدية (السويدية)
- كيفن سوليفان على موقع إن إن دي بي (الإنجليزية)
- كيفن سوليفان على موقع قاعدة بيانات الفيلم (الإنجليزية)
- كيفن سوليفان على موقع كينوبويسك (الروسية)